# 童夢 (アニメ制作会社)
株式会社童夢（どうむ、英: DAUME CO., LTD.）は、かつて存在した日本のアニメ制作会社。

## 概要・沿革
スタジオ古留美に属していたアニメーター・演出家の中山晴夫、妻の山本とみ子らを中心として、1984年5月1日にフリーの集団として東京都中野区沼袋で発足したのがルーツである。1986年に石神井に移転し、「有限会社スタジオ童夢」（スタジオどうむ）という商号で法人化。社長には中山が就任した。
当初は、アニメーターの増谷三郎、的場敦、阿部恵、赤堀隆一らが所属し、スタジオぴえろ作品、エイケン作品に参加する作画スタジオだったが、山口祐司ら演出家を擁して、1990年にアニメーション制作会社となった。さらに1993年5月に現在の「童夢」へ商号変更、同時に株式会社化して、杉並区へ移転。中山晴夫と虫プロダクションに在籍していた安西武が、共同で代表権を持つことになった。
1999年よりテレビアニメの自社制作に乗り出す。設立当初はOVAを多く手掛けていたが、前年の1998年頃から数多くのスタッフを補充し、テレビアニメの企画、制作を始めた。
社名は立原道造の作品に由来している。
2015年まで元請け、下請け（グロス請け）でのアニメーション制作に関わっていたが、現在はアニメ制作事業から撤退している。

## 作品履歴

### テレビアニメ
| 開始年 | 放送期間        | タイトル                               | 監督           | アニメーション プロデューサー | 原作       | 備考             |
| ------ | --------------- | -------------------------------------- | -------------- | ----------------------------- | ---------- | ---------------- |
| 1988年 | 4月 - 1989年3月 | ホワッツマイケル?                      | 樋口雅一       | N/A                           | 漫画       | スタジオ童夢時代 |
| 1999年 | 4月 - 9月       | D4プリンセス                           | 井出安軌       | 安西武                        | 漫画       |                  |
| 1999年 | 4月 - 11月      | ぶぶチャチャ                           | アミノテツロー | N/A                           | オリジナル |                  |
| 2001年 | 1月 - 3月       | おねがい☆ティーチャー                  | 井出安軌       | 野澤勝彦 石田博               | オリジナル |                  |
| 2001年 | 4月 - 6月       | 花右京メイド隊                         | 井出安軌       | 安西武                        | 漫画       |                  |
| 2002年 | 5月 - 11月      | だいすき!ぶぶチャチャ                  | アミノテツロー | N/A                           | オリジナル |                  |
| 2003年 | 7月 - 10月      | おねがい☆ツインズ                      | 井出安軌       | 野澤勝彦                      | オリジナル |                  |
| 2004年 | 4月 - 6月       | 花右京メイド隊 La Verite               | 井出安軌       | 安西武                        | 漫画       |                  |
| 2004年 | 7月 - 9月       | DearS                                  | 鈴木行         | 安西武                        | 漫画       |                  |
| 2005年 | 7月 - 10月      | 苺ましまろ                             | 佐藤卓哉       | 安西武 西岡大輔               | 漫画       |                  |
| 2006年 | 7月 - 9月       | となグラ!                              | あべたつや     | 安西武 西岡大輔               | 漫画       |                  |
| 2006年 | 10月 - 12月     | 夜明け前より瑠璃色な 〜Crescent Love〜 | 太田雅彦       | 安西武                        | ゲーム     |                  |
| 2007年 | 10月 - 12月     | みなみけ                               | 太田雅彦       | 安西武 西岡大輔               | 漫画       |                  |
| 2010年 | 7月 - 12月      | 屍鬼                                   | アミノテツロ   | 安西武 西岡大輔               | 小説       |                  |

### OVA
| 発売年 | タイトル                           | 監督           | アニメーション プロデューサー | 原作       | 備考                    |
| ------ | ---------------------------------- | -------------- | ----------------------------- | ---------- | ----------------------- |
| 1994年 | 無責任艦長タイラー                 | 真下耕一       | 安西武                        | 小説       | OVA版、スタジオ童夢時代 |
| 1994年 | ツインビー ウィンビーの1/8パニック | 井出安軌       | 渡辺欽哉 豊田孝               | ゲーム     | 共同制作：AIC           |
| 1999年 | シーバス1-2-3                      | オサワカズヒロ | N/A                           | 漫画       | 共同制作：ティーアップ  |
| 2004年 | 一撃殺虫!!ホイホイさん             | 佐藤卓哉       | 石田博                        | 漫画       | 単行本同梱OVA           |
| 2004年 | コゼットの肖像                     | 新房昭之       | 石田博                        | オリジナル |                         |
| 2007年 | 苺ましまろ                         | 佐藤卓哉       | 安西武 西岡大輔               | 漫画       |                         |
| 2007年 | こはるびより                       | 稲垣隆行       | 安西武 西岡大輔               | 漫画       |                         |
| 2009年 | 苺ましまろ encore                  | 佐藤卓哉       | 安西武 西岡大輔               | 漫画       |                         |

### 作画担当作品
テレビアニメ
- ドラえもん （1985年）
- ミスター味っ子 （1987年-1989年）
- 魔神英雄伝ワタル （1988年-1989年）
- るろうに剣心 -明治剣客浪漫譚- （1996年-1998年）
- はじめの一歩 （2000年-2002年）
- ノエイン もうひとりの君へ （2005年-2006年）
- xxxHOLiC （2006年）
- ひとひら （2007年）
- 天元突破グレンラガン （2007年）
- DARKER THAN BLACK -黒の契約者- （2007年）
- アイドルマスター XENOGLOSSIA （2007年）
- ながされて藍蘭島 （2007年）
- ぽてまよ （2007年）
- ゼロの使い魔〜双月の騎士〜 （2007年）
- キミキス pure rouge （2007年）
- シゴフミ （2008年）
- ARIA The ORIGINATION （2008年）

劇場アニメ
- ルパン三世 バビロンの黄金伝説 （1985年）
- 火垂るの墓 （1988年）
- 獣兵衛忍風帖 （1993年）
- クレヨンしんちゃん 爆睡!ユメミーワールド大突撃 （2016年）

OVA
- トップをねらえ! （1988年-1989年）
- 銃夢 （1993年）
- テイルズ オブ シンフォニア THE ANIMATION （2007年）

### 制作協力
テレビアニメ
- 機甲警察メタルジャック （制作元請：サンライズ、各話制作協力、1991年、スタジオ童夢時代）
- 絶対無敵ライジンオー （制作元請：サンライズ、各話制作協力、1991年-1992年、スタジオ童夢時代）
- 幽☆遊☆白書（制作元請：ぴえろ、各話制作協力、1992年）
- NINKU -忍空-（制作元請：ぴえろ、各話制作協力、1995年-1996年）
- TRIGUN （制作元請：マッドハウス、各話制作協力、1998年）
- MASTERキートン （制作元請：マッドハウス、各話制作協力、1998年-1999年）
- バブルガムクライシス TOKYO 2040 （制作元請：AIC、各話制作協力、1998年-1999年）
- ちょびっツ （制作元請：マッドハウス、各話制作協力、2002年）
- ヒカルの碁 （制作元請：ぴえろ、各話制作協力、2002年）
- TEXHNOLYZE （制作元請：マッドハウス、各話制作協力、2003年）
- GUNSLINGER GIRL （制作元請：マッドハウス、各話制作協力、2003年-2004年）
- BLOOD+ （制作元請：Production I.G、各話制作協力、2005年-2006年）
- REC （制作元請：シャフト、各話制作協力、2006年）
- ロザリオとバンパイア CAPU2 （制作元請：ゴンゾ、各話制作協力、2008年）
- ゆるゆりシリーズ（制作元請：動画工房、各話制作協力）
  - ゆるゆり（2011年）
  - ゆるゆり♪♪（2012年）

- ギルティクラウン （制作元請：Production I.G、各話制作協力、2011年）
- あらしのよるに 〜ひみつのともだち〜 （制作元請：Sparky Animation・獏エンタープライズ、アニメーション制作協力、2012年）
- だから僕は、Hができない。（制作元請：feel.、各話制作協力、2012年）
- GJ部（制作元請：動画工房、各話制作協力、2013年）
- 惡の華 （制作元請：ZEXCS、各話制作協力、2013年）
- 進撃の巨人 （制作元請：WIT STUDIO、各話制作協力、2013年）
- カードファイト!! ヴァンガード リンクジョーカー編 （制作元請：トムス・エンタテインメント、各話制作協力、2013年
- テラフォーマーズ （制作元請：LIDENFILMS、各話制作協力、2014年）
- 暁のヨナ （制作元請：studioぴえろ、各話制作協力、2014年）
- ローリング☆ガールズ （制作元請：WIT STUDIO、各話制作協力、2015年）
- 銀魂° （制作元請：バンダイナムコピクチャーズ、各話制作協力、2015年）
- 赤髪の白雪姫 （制作元請：ボンズ、各話制作協力、2015年-2016年）
- ご注文はうさぎですか?? （制作元請：キネマシトラス、WHITE FOX、各話制作協力、2015年）
- Dance with Devils （制作元請：ブレインズ・ベース、各話制作協力、2015年）
- 櫻子さんの足下には死体が埋まっている （制作元請：TROYCA、各話制作協力、2015年）

OVA
- 魔物ハンター妖子シリーズ
  - 魔物ハンター妖子2 （制作元請：マッドハウス、制作協力、1992年）
  - 魔物ハンター妖子3 （制作元請：マッドハウス、制作協力、1993年）
  - 魔物ハンター妖子2 （制作元請：マッドハウス、制作協力、1995年）

- アルスラーン戦記シリーズ
  - アルスラーン戦記III （制作元請：アニメイトフィルム、制作協力、1993年）
  - アルスラーン戦記IV （制作元請：アニメイトフィルム、制作協力、1993年）

- 真・孔雀王 （制作元請：マッドハウス、制作協力、1994年）
- 天地無用! 魎皇鬼 （第二期、制作元請：AIC、各話制作協力、1994年-1995年）
- 幽幻怪社 （制作元請：マッドハウス、各話制作協力、1994年）※クレジット表記上は「アニメーション制作」
- 神秘の世界エルハザード （制作元請：AIC、各話制作協力、1995年）
- お嬢様捜査網 （制作元請：マーカス、制作協力、1996年）
- 支配者の黄昏 TWILIGHT OF THE DARK MASTER （制作元請：マッドハウス、制作協力、1998年）

## 関連人物

### アニメーター・演出家
- 中山晴夫（創業者）
- 赤堀隆一
- 大隈孝晴
- 太田雅彦
- 越智信次

- 佐藤利幸（高山正宏）
- 増谷三郎
- 的場敦
- 山口祐司
- 渡邊義弘

### 制作
- 安西武（代表取締役）
- 野澤勝彦
- 石田博
- 西岡大輔